# Петар Ђиновић
Петар Ђиновић (1880, Баре Краљске — 16. новембар 1909, Књажевац), је био поручник црногорске народне војске и национални радник. Завршио је три разреда гимназије и пјешадијску подофицирску школу у Београду. Акција његових земљака студената и других омладинаца привукла је и њега, и он се сав предао народном послу. 1905. био је као четник у Старој Србији, у чети Танкосића. Послије се вратио у Црну Гору, довршио официрски течај и ступио у војску као потпоручник, а затим је произведен за поручника у народној војсци. Када су у августу 1909. почела хапшења по Колашинској афери, Ђ. је ухапшен као један од главних криваца, оптужених за преврат у корист Србије. Војни суд у Колашину осудио је Ђиновића на смрт и пресуда је извршена стријељањем.